# Morton Fried
Morton Herbert Fried (21 mars 1923 dans le Bronx, New York – 18 décembre 1986 à Leonia (New Jersey),), est professeur d'anthropologie à l'Université Columbia de New York, de 1950 jusqu'à sa mort. Spécialiste de la société chinoise, ses principales contributions concernent les domaines de la sociologie et de la politologie, la notion d'identité de groupe et les conflits.

## Brève biographie
Fried fait ses études secondaires au lycée Townsend Harris puis étudie au City College of New York, d'abord la littérature anglaise, puis très vite l'anthropologie. Là, avec son camarade Richard F. Shepard, il crée un groupe d'études parallèle, la Mundial Upheaval Society, où les étudiants partagent leurs lectures d'études anthropologiques dissidentes.
Alors en licence, Fried s'engage dans l'armée américaine au cours de la Deuxième guerre mondiale. L'Armée lui fait étudier le chinois à l'université Harvard, et c'est ainsi qu'il décide de se spécialiser dans l'anthropologie de la Chine, sujet sur lequel il passe sa thèse de doctorat à Columbia en 1951. Il mène ses enquêtes de terrain dans la Province d'Anhui, entre 1947 et 1948, et en publie la substance dans The Fabric of Chinese Society (1953). Ses principaux mentors étaient alors Julian Steward et Karl Wittfogel.
Il travaille avec Elman Service, Eric Wolf, et forme Marvin Harris et Marshall Sahlins.